# Oldřich Svoboda (lední hokejista)
Oldřich Svoboda (* 28. ledna 1967 Hradec Králové) je bývalý český hokejový brankář.

## Hráčská kariéra
S hokejem začínal ve Stadionu Hradec Králové, jehož je odchovancem. Postupně prošel všechna mládežnická družstva a již ve svých 16 letech se dostal i na soupisku A týmu dospělých hradeckého Stadionu v 1. ČNHL. V roce 1985 nakoukl poprvé do národního mužstva, zahrál si na turnaji ME osmnáctek, kde získal bronz. Další štací v národním juniorském týmu bylo Mistrovství světa juniorů v roce 1986 v Kanadě a 1987 v Piešťanech; tehdy se Československý národní tým umístil na druhém místě a odvezl si stříbrné medaile. V devatenácti letech (v sezoně 1986/87) se dostal do kádru jihlavské Dukly.V dalších sezonách 1987/1988 a 1988/1989 působil Oldřich Svoboda na ligové scéně i nadále v týmu Dukla Jihlava. Jen v sezoně 1989/1990 si vyzkoušel angažmá v Pardubicích, kde na rok vystřídal Dominika Haška (1989/1990). Po revoluci se vrátil do Jihlavy, ve které působil další sezony 1990/1991 a 1991/1992.
V sezoně 1990/1991 se mu v Dukle velice dařilo a získal tak s týmem zatím poslední titul a prvenství v lize. V prosinci roku 1990 poprvé okusil nominaci do národního A týmu. V roce 1991 byl vyhlášen nejlepším brankářem ligy a také se podíval na mistrovství světa po boku brankářů Břízy a Hniličky do Finska. Čeští hokejisté skončili za očekáváním až na šestém místě. Na konci léta 1991 se zúčastnil také Kanadského poháru, kde skončila reprezentace na posledním šestém místě. V nadcházející sezoně 1991/1992 v Jihlavě odchytal 28 zápasů a po nich si vyzkoušel zahraniční angažmá. V TPS Turku stihl odchytat v sezoně 11 zápasů. Turku nakonec skončilo po základní části třetí, ve čtvrtfinále vypadlo s Helsinkami 1:2 na zápasy. V roce 1992 se opět podíval do reprezentace, se kterou v únoru přivezl bronzovou medaili ze Zimních olympijských her v Albertville. Tehdy podlehli českoslovenští reprezentanti Kanadě v semifinále 2:4 a v zápase o bronz porazili USA 6:1. V nadcházejícím dubnovém 56. Mistrovství světa hraném v Praze a Bratislavě opět nechyběl v nominaci a pověsil si po turnaji na krk druhou bronzovou medaili. V zápase o třetí místo zdolalo Československo Švýcary 5:2.
V sezoně 1992/1993 přestoupil z finského TPS Turku do dalšího tamního klubu – Reipäs Lahti. Jeho bývalý klub Turku oslavil v této sezoně titul. V Reipäs Lahti vydržel i další sezonu 1993/1994. Vyzkoušel si na chvíli i nižší finskou soutěž v týmu Kokkolan Hermes. Po sezoně se vrátil opět na česká kluziště. V extralize oblékl dres Vítkovic, ale nakonec se v této sezoně opět ocitl v Dukle Jihlava. V mezidobí let 1995–1999 strávil Oldřich Svoboda čtyři sezóny v Českých Budějovicích. Tým v sezoně 1995/1996 bojoval v semifinále s HC Vsetín, se kterým prohrál až v pátém zápase a skončil na celkovém 4 místě. V dalších sezonách se tým pohyboval okolo středu extraligové tabulky.
V sezóně 1999/2000 působil v celku nejvyšší německé hokejové ligy Moskitos Essen. V únoru roku 2000 při ligovém zápase ho postihla mozková příhoda a angažmá tím pádem bylo ukončeno. Po dalších lékařských vyšetřeních bylo konstatováno, že jeho kariéra není ohrožena a tak může dále pokračovat ve fyzické přípravě na další sezóny.
V sezónách 2000–2002 působil v extraligovém týmu HC Znojemští Orli. S ním v sezóně 2000/2001 vyhrál základní část extraligové soutěže. Na začátku sezóny 2002/2003 odešel do ruské nejvyšší hokejové soutěže, týmu HC Molot Perm. Svoji hokejovou kariéru ukončil v sezóně 2003/2004 v extraligovém týmu HC Bílí tygři Liberec.

## Odehrané sezóny
- 1983-1984 Stadion Hradec Králové (1. ČNHL)
- 1984-1985 Stadion Hradec Králové (1. ČNHL)
- 1985-1986 Stadion Hradec Králové (1. ČNHL)
- 1986-1987 Dukla Jihlava (ČSHL)
- 1987-1988 Dukla Jihlava (ČSHL)
- 1988-1989 Dukla Jihlava (ČSHL)
- 1989-1990 Tesla Pardubice (ČSHL)
- 1990-1991 Dukla Jihlava (ČSHL) - mistr ligy
- 1991-1992 Dukla Jihlava (ČSHL), Turun Palloseura (SM-liiga)
- 1992-1993 Reipas Lahti (SM-liiga)
- 1993-1994 Reipas Lahti (SM-Liiga), Kokkolan Hermes (Mestis)
- 1994-1995 HC Vítkovice Steel (ELH), HC Dukla Jihlava (ELH)
- 1995-1996 HC Dukla Jihlava (ELH)
- 1996-1997 HC České Budějovice (ELH)
- 1997-1998 HC České Budějovice (ELH)
- 1998-1999 HC České Budějovice (ELH)
- 1999-2000 Moskitos Essen (DEL)
- 2000-2001 HC Znojemští Orli (ELH)
- 2001-2002 HC Znojemští Orli (ELH)
- 2002-2003 HC Znojemští Orli (ELH), Molot Perm (RSL)
- 2003-2004 Bílí Tygři Liberec (ELH)
- 2004-2005 HC Český Krumlov (KHP)